# Chocimek
Chocimek (Duits: Kotsemke) is een plaats in het Poolse district  Żarski, woiwodschap Lubusz. De plaats maakt deel uit van de gemeente Lubsko en telt 76 inwoners.